# Степановский поселковый совет (Сумский район)
Степановский поселковый совет (укр. Степанівська селищна рада) — входит в состав Сумского района Сумской области Украины.
Административный центр поселкового совета находится в 
пгт Степановка.

## Населённые пункты совета
- пгт Степановка
- с. Глиняное
- с. Головашевка

## Ликвидированные населённые пункты совета
- с. Василевщина